# Ташмајдан
Парк Ташмајдан налази се између улица Таковске, Илије Гарашанина, Београдске и Булевара краља Александра на простору на коме се некада налазио каменолом, а потом у 19. веку Ташмајданско гробље.

## Име
Назив парка „Ташмајдан“ је настао од турског назива за каменолом (тур. taş, камен и meydan, место где се вади камен, рудник). По једном старом сведочењу „може се слободно рећи да су у Београду сва стара здања... озидана овим овде вађеним каменом“. У катакомбама насталим после вађења камених блокова, дуго су била складишта муниције и војни магацини, а служиле су и као склоништа и завојишта за рањене војнике.
Овде се налази Природни споменик Миоценски спруд Ташмајдан.

## Положај
Ташмајдан почиње 600 m југоисточно од Теразија и покрива југозападни део општине Палилула. Парк се граничи са општином Врачар на југу и општином Стари Град на западу. У ужем смислу, Ташмајдан заузима површину ограничену Таковском улицом на северозападу, Улицом Илије Гарашанина на североистоку, Београдском улицом на југозападу и Булеваром краља Александра. Највећу површину заузима сам парк, док су северни и западни делови урбанизовани. У ширем смислу Ташмајдан обухвата површину која се на северу протеже до потеза између улица Илије Гарашанина и 27. марта, а на истоку до подручја између Београдске и Карнегијеве улице.

## Историја
На подручју Ташмајдана је вађење камена забележено још од римских времена. Многи каменови уграђени у водоводе, зграде и храмове римских грађевина Сингидунума потичу са Ташмајдана. Постоје сачувани саркофази и надгробни споменици из римских времена који потичу од камена са овог каменолома. Ово није једини рудник камена од кога се зидао Београд, али је свакако најважнији. Сем камена овде се вадила и шалитра коју су Турци користили за израду барута. Римски пут је могуће пролазио између дан. Булевара краља Александра и каменолома.
Неки историчари тврде да се управо овде налазило место где су Турци 1594. године спалили мошти Светог Саве. Старији извори тврде да је то било на Малом Врачару, односно да је то управо потес између Батал џамије и Ташмајдана.
За време опсаде Београда, у јесен 1806. године, Карађорђе се овде улогорио и подигао шатор. После Другог српског устанка кнез Милош Обреновић, подижући српску варош у Савамали, наредио је око 1826. да се старо српско гробље са Варош-капије пресели на Ташмајдан, у село Палилулу недалеко од Београдске вароши. На ташмајданском платоу сазидана је 1835. стара црква Св. Марка (срушена приликом бомбардовања Београда, 6. априла 1941. године). На Ташмајдану је 30. новембра 1830. прочитан султанов хатишериф о унутрашњој независности Србије. Гробље је остало на Ташмајдану до 1888. године када се измешта на данашње Ново гробље.
Године 1909. овде је изграђена прва Сеизмолошка станица која постоји и данас. Почетком 1920-тих се размишљало да се овде изгради централна железничка станица. На Ташмајдану и око њега данас се налазе црква св. Марка (нова, грађена 1931—1940), Руска црква (1924), Главна пошта (1934), СРЦ „Ташмајдан“, хотели „Таш“ и „Метропол“, кафана „Мадера“, Радио-телевизија Србије, позориште Душко Радовић, Пета београдска гимназија и дечји културни центар. На углу краља Александра и Хартвигове/Београдске налазила се кафана "Гргеч", пре рата је планирано да се на том месту подигне Палата правде. У јулу 1935. освећена је нова пожарна централа на углу Хартвигове и Битољске/Илије Гарашанина. Крајем 1930-их постојао је и план да се на Ташмајдану направе палате градског поглаварства, академије наука и Државне хипотекарне банке. На лето 1940. срушене су нехигијенске зграде поред "Мадере", "нека врста Јатаган-мале", где су продавана половна одела и друге ствари.
Пећине су служиле као заклон од бомбардовања, први пут 1867. године када су Турци бомбардовали варош, потом од аустроугарске артиљерије током Првог светског рата, да би током Другог светског рата у пећинама склониште тражили грађани од шестопарилског бомбардовања да би потом била опремљена као команда за југоисток Вермахта под командом генерала Александра фон Лера. У међувремену, велика пећина је могла послужити и за концерте, нпр. у јуну 1923. ту су наступали опера и балет.
После Другог светског рата је одлучено да се на горњем платоу уреди парк, а у простору каменолома стадион, што је и урађено 1954. године. Стадион површине 8.500 квм је реновиран 2016. године, тако да сада може да прими 10.500 посетилаца. Отворени базен димензија 50 х 22 м је изграђен 1961. године, а затворени 1966. године. ТВ торањ је грађен поред зграде Телевизије Београд 1966/67.
Овде на стадиону се 2. октобра 1971. уживо одиграла корида.
Дана 23. августа 2007. у парку је откривен споменик песникињи Десанки Максимовић.

## Галерија
- Црква светог Марка
- Стадион
- Рондела са спомеником Десанки Максимовић
- Споменик културе, Зграда Сеизмолошког завода
- Руска црква на Ташмајдану
- поглед на парк из Булевара краља Александра
- Миоценски спруд Ташмајдан, природни споменик
- Народ у пећини на Ташмајдану током Првог светског рата
- Њујоршки астер у Ташмајданском парку (пре реконструкције).
- Новозасађене саднице црвенолисног млеча у парку.
- Багренац у цвету на шкарпи ка цркви Св. Марка.
- Споменик патријарху Павлу.